# Дом Стройбюро в Болшеве
Дом Стройбюро в Болшеве — частично утраченный памятник архитектуры в стиле конструктивизма, находившийся в Болшеве, исторической части подмосковного города Королёв. Был построен в 1928 году по проекту архитектора Аркадия Лангмана, частично снесён в нарушение законодательства в ночь с 7 на 8 марта 2015 года.

## История
Дом был построен для членов Болшевской трудовой коммуны и являлся её первым капитальным строением (затем поблизости были построены фабрика-кухня, стадион, больница, два общежития и учебный комбинат для детей коммунаров). В нижнем этаже жилого здания находились общественные помещения, где размещался клуб.
В 2000-е годы дом был признан аварийным и расселён, на его месте планировалось построить многоэтажный жилой дом. В пустовавшем здании начались пожары — всего было зафиксировано восемь возгораний.

## Росписи Маслова
2 ноября 2013 года в доме за отслоившимся от влаги (дом был залит водой при тушении пожара) слоем обоев была обнаружена настенная масляная живопись работы Василия Маслова, художника, обвинённого в контрреволюционной агитации и расстрелянного в разгар Большого террора в 1938 году. На одной стене была обнаружена композиция, условно названная «Рабочий класс», на другой — индустриальный пейзаж, где над паровозом, плотиной электростанции, рабочих в окружении машин, возвышалась фигура Ленина. Специалисты отмечали яркость, насыщенность красок и динамичность композиции.
Несколько квадратных метров росписей были демонтированы реставраторами, оставшийся объём живописи был законсервирован на месте. Снятая со стены часть росписи была передана для реставрации в Академию имени С. Г. Строганова. Соединённый временными склейками фрагмент росписей, уложенный лицевой стороной вниз на поддон, экспонировался в качестве символа вместе с выполненной в масштабе 1:1 копией работы на выставке Маслова в Центре авангарда Еврейского музея.

## Снос
Бывшие жители дома, которым было обещано жильё при условии сноса дома Стройбюро, выступали за его уничтожение. На встрече с властями кто-то из них заявил: «Мы хотим жить в цивилизации, а не в культурном наследии». Тем не менее снос, начавшийся в 2013 году, удалось тогда остановить: в защиту дома выступили движение «Архнадзор», московское областное отделение ВООПИиК, Российская академия архитектуры, Союз архитекторов России, Московский архитектурный институт, Еврейский музей, Центр современной культуры «Гараж». Благодаря совместным усилиям градозащитников в начале 2014 года здание получило статус объекта культурного наследия регионального значения. Была надежда, что после восстановительных работ в здании разместится просветительский центр.
Несмотря на защитный статус, дом был снесён экскаваторами за несколько часов в ночь на выходной, 8 марта 2015 года, при этом были нанесены побои градозащитникам, активистам движения «Архнадзор», пытавшимся предпринять меры против сноса. Сами защитники здания подозревают в сносе администрацию города Королёва. 
Та часть монументальных росписей Василия Маслова, что была законсервирована на стене здания, по-видимому, погибла во время разбора завалов в январе-марте 2018 года. По состоянию на лето 2022 года: на площадке остались куски стен и строительный мусор, воссоздание памятника не начато.